# Lungotevere Prati
Il lungotevere Prati è il tratto di lungotevere che collega via Ulpiano a via Vittoria Colonna, a Roma, nel rione Prati.
Il lungotevere prende nome dalla zona in cui si trova, un tempo chiamata Prata per la presenza di ampi spazi verdi abitati soprattutto da contadini fino ancora all'Ottocento; è stato istituito con delibera del 20 luglio 1887.
Vi si trova la chiesa del Sacro Cuore del Suffragio, in stile neogotico, costruita tra il 1894 e il 1917 su progetto di Giuseppe Gualandi.